# Paolo VI - Il papa nella tempesta
Paolo VI - Il papa nella tempesta è una miniserie televisiva italiana del 2008 diretta da Fabrizio Costa.

## Produzione
Scritta da Francesco Arlanch, Maura Nuccetelli e Gianmario Pagano, e prodotta da Lux Vide e Rai Fiction, Paolo VI - Il papa nella tempesta è la miniserie televisiva dedicata alla vita di papa Paolo VI, ed è stata trasmessa in prima visione TV da Rai 1 in occasione del trentennale della sua morte, avvenuta il 6 agosto 1978.
Paolo VI è interpretato da Fabrizio Gifuni; la regia è di Fabrizio Costa. Le riprese sono state effettuate nella Tuscia, a Roma e a Viterbo. Quindi in Puglia (in particolare a Gravina in Puglia al chiostro di San Sebastiano ed a Grottaglie) e in Basilicata (a Matera).

## Personaggi
- Fabrizio Gifuni è Paolo VI, nato Giovanni Battista Montini
- Mauro Marino è don Pasquale Macchi
- Fabrizio Bucci è Matteo Poloni
- Massimo Triggiani è Roberto Poloni da giovane
- Claudio Botosso è Roberto Poloni
- Licia Maglietta è Maria Colpani, la madre
- Mariano Rigillo è il cardinale Eugène Tisserant
- Giovanni Visentin è il cardinale Francesco Marchetti Selvaggiani
- Sergio Fiorentini è il cardinale Pietro Gasparri
- Luciano Virgilio è il cardinale Ugo Poletti
- Franco Castellano è il cardinale Léon-Joseph Suenens
- Pietro Biondi è il cardinale Jean-Marie Villot
- Angelo Maggi è Papa Pio XII, al secolo Eugenio Pacelli
- Luis Molteni è Papa Giovanni XXIII, nato Angelo Giuseppe Roncalli
- Maciej Robakiewicz è monsignor Karol Wojtyła, futuro Papa Giovanni Paolo II
- Enzo Saturni è il cardinale Agostino Casaroli
- Antonio Catania è Padre Giulio Bevilacqua
- Gaetano Aronica è Aldo Moro
- Marco Zingaro è Aldo Moro da giovane
- Cloris Brosca è Eleonora Moro
- Luca Lionello è don Leone
- Sergio Tardioli è don Primo Mazzolari
- Carlo Cartier è Papa Pio XI, nato Ambrogio Damiano Achille Ratti
- Nicola D'Eramo è monsignor Marcel Lefebvre
- Valerio Colangelo è Amintore Fanfani
- Mariolina De Fano è Madre Teresa di Calcutta
- Antonio Caracciolo è Giorgio La Pira da giovane

## Ascolti
| n° | Prima TV Italia  | Telespettatori | Share  |
| -- | ---------------- | -------------- | ------ |
| 1  | 30 novembre 2008 | 5 260 000      | 21,47% |
| 2  | 1º dicembre 2008 | 5 633 000      | 19,58% |

## Critiche
La miniserie è stata vista in anteprima da papa Benedetto XVI, da alcuni cardinali e dal direttore de L'Osservatore Romano. Tuttavia la fiction non è stata gradita né dal pontefice, né dagli altri presenti in sala, i quali hanno segnalato l'assenza del ruolo internazionale di Paolo VI, la poca importanza data alla trattazione del Concilio Vaticano II e la presenza di un personaggio inventato, un "nipote brigatista" di Montini.
Dopo la messa in onda in prima visione TV, il critico televisivo Aldo Grasso, nella sua rubrica A fil di rete pubblicata sul Corriere della Sera, ha notato una mancanza di stile in questa miniserie, apprezzando però l'interpretazione di Fabrizio Gifuni.